# Прокопенко, Станислав Николаевич
Станислав Николаевич Прокопенко (укр. Станіслав Миколайович Прокопенко; род. 6 августа 1973, Селидово, Донецкая область) — украинский политик. Глава Деснянского района Киева (2013—2014). Депутат Черниговского областного совета VI созыва (2010—2013). Являлся членом Партии регионов.

## Биография
Родился 6 августа 1973 года в Селидово Донецкой области.
С 1991 по 1992 год трудился на горных предприятиях Донбасса. С 1992 по 1998 год являлся руководителем предприятия в Донецкой области. В 1999 году стал генеральным директором предприятия «Энергомашимпекс» в Киеве. В 2001 году окончил Донецкий институт экономики и хозяйственного права по специальности «экономист». На парламентских выборах 2002 года будучи членом Партии регионов был включён в список блока «За единую Украину!».
В 2004 году занял должность первого заместителя руководителя протокола Премьер-министра Украины. С 2005 по 2010 год являлся заместителем председателя правления в Украинской государственной строительной корпорации (Укрбуд). С 2010 по 2013 год находился в должности заместителя председателя Черниговской ОГА. 24 ноября 2010 года стал депутатом Черниговского областного совета VI созыва. Являлся руководителем фракции Партии регионов, входил в постоянную комиссию по вопросам бюджета и финансов. В 2012 году баллотировался по 206 округу (Черниговская область) в украинский парламент, Прокопенко занял второе место, набрав 19 %.
20 мая 2013 года Президент Украины Виктор Янукович назначил Прокопенко главой районной государственной администрации Деснянского района Киева. После смены власти на Украине в феврале 2014 года исполняющий обязанности президента Александр Турчинов 22 марта 2014 года подписал указ, освобождающий Прокопенко от должности. Прокопенко также являлся главой Деснянского отделения Партии регионов. На президентских выборах 2014 года ячейка партии приняла решение поддержать Сергея Тигипко.
На досрочных выборах в Верховную раду 2014 года шёл по спискам Оппозиционного блока. Спустя год, баллотировался от Оппозиционного блока в Киевский городской совет, однако избран вновь не был.